# Kangaamiut
Kangaamiut (grønlandsk. "forbjergfolket", dansk navn: Gammel Sukkertoppen), er en bygd i Qeqqata Kommune. I 2020 havde bygden 293 indbyggere.
Kangaamiut ligger 50 kilometer nord for Maniitsoq.
Kangaamiut ligger på det sted hvor kolonien Sukkertoppen oprindeligt blev oprettet af Anders Nordlænder Olsen(1718-1786).
Da kolonien, mod Olsens vilje, senere flyttede til der, hvor Maniitsoq nu ligger, forblev det oprindelige Sukkertoppen beboet.
Kangaamiut hørte under det tidligere Maniitsoq Kommune som nu er en del af Qeqqata Kommune.
I bygden ligger folkeskolen Kangaamiut atuarfiat.
På Cruncher Island nord for Kangaamiut lå under 2.verdenskrig Bluie West Nine.